# Niko Majdandžić
Niko Majdandžić (Ivanjska, BiH, 14. svibnja 1941.) strojarski inženjer, stručnjak za kibernetiku i automatizaciju proizvodnje. Začetnik je primjene informatike u proizvodnji u Hrvatskoj pa i na području bivše države. Poznat je po svom velikom doprinosu u proizvodnim znanostima razvojem originalnog modela planiranja i terminiranja proizvodnje te uvođenjem Integriranih informacijskih sustava i ERP sustava.
Niko Majdandžić je završio prvi stupanj strojarstva 1964. godine, a zatim diplomirao na FON-u u Beogradu, smjer Kibernetika i automatizacija 1973. godine. Magistrirao je 1976. godine s temom: Metode optimalizacije upravljanja proizvodnim procesom OOUR Proizvodnja mehanizama i prijenosnika RO “Đuro Đaković”, a doktorirao 1986. godine obranom disertacije: Optimalizacija upravljanja pojedinačnom i maloserijskom proizvodnjom, Godine 1987. izabran je za docenta, 1991. godine za izvanrednog profesora, 1996. godine za redovitog sveučilišnog profesora, a 2000. godine za redovitog profesora u trajnom zvanju.
Godine 1967. zaposlio se u poduzeću 'Đuro Đaković' u Slavonskome Brodu, najprije kao pogonski inženjer, a poslije rukovoditelj Pripreme alata, upravitelj proizvodnje, direktor radne organizacije, potpredsjednik Poslovnoga odbora za razvoj te zamjenik generalnoga direktora. Od 1990. zaposlen je na Strojarskome fakultetu u Slavonskome Brodu, od 1996. kao redoviti profesor. Predavao je informatičke i organizacijske kolegije, te bio dekan Fakulteta (1993−95. i 2003−05). Umirovljen je 2007. Predavao je na poslijediplomskim studijima na Ekonomskom i Poljoprivrednom fakultetu u Osijeku, na Mašinskom fakultetu u Tuzli i Mašinskom fakultetu u Zenici.
Prof. dr. sc. Niko Majdandžić je autor 12 knjiga i 130 znanstvenih radova, objavljenih u časopisima i zbornicima radova s državnih i međunarodnih skupova. Dr. Majdandžić je bio voditelj 2 međunarodna i 8 hrvatskih istraživačkih projekata. Glavni je projektant ERP sustava ERPINS-M (za metaloprerađivačku), ERPINS-D (za drvoprerađivačku), ERPINS-G (za građevinsku) industriju. Razvio originalni matematički model terminiranja proizvodnje temeljen na postavkama JIT Japanske proizvodne filozofije, glavni projektant sustava održavanje – ASUR nuklearne elektrane Balakovskaja u Rusiji dobitnika priznanja za novitet. Glavni projektant informacijskog sustava održavanje MIMS dobitnika znaka IZVORNO HRVATSKOG PROIZVODA. Autor je originalnog modela višerazinskog planiranja i terminiranja -VRPT.
Dobio je više priznanja za stručni (Zlatna značka informatike, srebrna medalja “Đuro Đaković” za organiziranje namjenske proizvodnje, godišnja nagrada “Đuro Đaković”, regionalna plaketa informatike, plaketa Gospodarske komore, medalja rada) i znanstveni rad (zlatnik “Đuro Đaković” za doprinos u znanstvenom radu, nagrada “Oslobođenje Broda”, plaketa Informatičke zajednice Hrvatske, plaketa Hrvatske udruge proizvodnog strojarstva, plaketa Hrvatskog društva održavatelja, nagrada za životno djelo HRVATSKE UDRUGE PROIZVODNOG STROJARSTVA, Orden rada sa srebrnim vijencem, godišnju nagradu grada Štit Berislavića, nagradu Zlatni grb Brodsko-posavske županije, Odlikovanje reda Danice Hrvatske s likom Ruđera Boškovića). Dobitnik je godišnje nagrade „Rikard Podhorsky“ za 2005. godinu AKADEMIJE TEHNIČKIH ZNANOSTI HRVATSKE.
Bio je član Upravnog odbora zajednice informatičara Hrvatske, član Odbora za proizvodne znanosti HAZU, član Znanstvenog vijeća za tehnološki razvoj HAZU – Sekcija: Materijali i proizvodno strojarstvo, Internacionalne federacije automatskog upravljanja (IFAC) – odbora Advanced Manufacturing Technology i New York Academy of Sciences. Član je Akademije tehničkih znanosti Hrvatske razreda za informacijske sustave, od 2016. član emeritus.
Prof. dr. sc. Niko Majdandžić, uključen je u ediciju 25000 svjetskih znanstvenika “Who’s Who” in Science and Engineering, te u ediciju 2000 OUTSTANDING SCIENTIST OF THE 20TH CENTURY International Biographical Centre Cambridge, England.
U obiteljskim poduzećima ININ informatički inženjering i IGNIS projekt ostao je aktivan kao dizajner sustava za planiranje resursa u poduzetništvu (Enterprise Resource, Planning System ERP).